# وکیه (یمن)
 وکیه  به ( وکیَة  ) نام روستایی ایست در ناحیهٔ (المعریة)، از توابع استان حَجّه در کشور یمن در شبه جزیره عربستان است. 

## جمعیت
جمعیت آن (۴۷۹) نفر (۱۶ خانوار) می‌باشد.